# Mesoleptus elaphrus
Mesoleptus elaphrus är en stekelart som först beskrevs av Forster 1876.  Mesoleptus elaphrus ingår i släktet Mesoleptus och familjen brokparasitsteklar. Inga underarter finns listade i Catalogue of Life.